# Pablo Marini
Pablo Alejandro Marini (Santa Fe, Argentina, 31 de enero de 1967) es un exfutbolista y entrenador argentino. 
Jugaba como delantero, su primer equipo fue Instituto de Córdoba y su último club antes de retirarse fue Juventud Unida de San Luis. 
Actualmente es entrenador del Montevideo City Torque de la Segunda División Profesional de Uruguay.

## Futbolista
Comenzó su carrera como futbolista en las inferiores de Newell's Old Boys  1981 hasta el 1987; después pasó por diversos clubes del ascenso como Central Córdoba y Argentino de Rosario, Instituto, Arsenal, San Martín (San Juan) y en el extranjero pasó por Tivoli Calcio en Italia y Club Fernández Vial en Chile.
Es el máximo goleador de la historia de San Martín (SJ) en el Nacional B con 66 tantos.

## Entrenador

### Argentino de Rosario
Después de retirarse del futbol profesional, dirigió al equipo Argentino de Rosario en 2003-2004, Club con el que obtuvo su primer campeonato llevándolo al ascenso de la categoría “C” a la Primera B Metropolitana.

### Newell's Old Boys
Asistente
En el 2004, se sumó al cuerpo técnico de Américo Rubén Gallego, logrando el título en el Apertura 2004.
Director técnico
En el primer semestre del 2007, el club se acercó a Marini, en ese momento el santafesino era asistente de Américo Gallego en Toluca; finalmente, el 26 de febrero del 2007, Newell's Old Boys dio a conocer que Pablo Marini se convertía en el nuevo entrenador del Club, en sustitución de Nery Pumpido.
El conjunto Rojinegro ganó de manera consecutiva las tres Fechas tras su debut. En la Fecha 13, se llevó el Clásico Rosarino, al vencer 1-0 (gol de Óscar Cardozo) a Rosario Central; Marini se unió a la lista de los pocos D.T. en ganar el primer clásico que dirige.
El 17 de septiembre del 2007, renunció al cargo.
Marini dirigió al club Leproso en 25 oportunidades, obteniendo: 9 triunfos, 6 empates y 10 derrotas.

### San Martín
En 2008, dirigió al San Martín (San Juan)

### Audax Italiano
Primera etapa
El 15 de diciembre del 2008, Audax Italiano presentó a Marini como su nuevo estratega.
El torneo Apertura 2009, Audax finalizó en la posición número 7 de la tabla general al sumar 25 puntos.
En el siguiente semestre, los Audinos quedaron en el tercer puesto de la tabla general al sumar 32 unidades. En Play-Offs, en 4tos. de final, Audax cayó 5-4 ante Santiago Morning en el marcador global.
Marini condujo a Audax Italiano al tercer puesto de la Temporada 2009 del futbol chileno al obtener 57 puntos.
En febrero del 2010, rescinde su contrato a través del pago de cláusula de salida, para ir a México. Su lugar fue ocupado por Marcelo Barticciotto.
Segunda etapa
El 3 de julio del 2012, Lorenzo Antillo González presentó a Marini como nuevo entrenador de los Itálicos, en lugar de Omar Labruna, quien se marchó al Colo-Colo.
El 26 de mayo del 2013, el club anunció la decisión de no renovar el contrato de Marini, el cual expiró con el último partido de Audax Italiano en el Torneo de Transición 2013.

### Chiapas
El 16 de febrero del 2010, Olaf Bonales, presidente de Jaguares de Chiapas, presentó a Pablo Marini como D.T. del club chiapaneco, (llegó acompañado de Ariel Zapata –auxiliar–, Jorge Alejandro Moreno y Adrián Marcelo Rocamora –preparadores físicos–).
El debut de "Pomelo" al frente de los Naranjas fue en la Jornada 6 enfrentando al Atlante en el Estadio Andrés Quintana Roo. Los Potros de Hierro ganaron 2-0.
El triunfo más significativo del santafesino al mando de los Naranjas llegó el 6 de marzo y es que con goles de Jorge "Burrito" Hernández, Édgar Andrade, Christian "Recodo" Valdez y Jackson Martínez, Chiapas venció 4-0 a Guadalajara; Jaguares no ganaba de local desde el 21 de marzo del 2009 y el Rebaño Sagrado vio rota una racha de 8 triunfos consecutivos en el certamen.
Al concluir el Bicentenario 2010, Jaguares se ubicó en el lugar 12 –de 18– de la tabla general, sumando 19 puntos, producto de 4 victorias, 7 empates y 6 derrotas, teniendo en el colombiano Jackson Martínez (9 goles), a su mejor anotador.
Marini, salió de la institución tras el cambio de administración.

### Pachuca
El 20 de agosto del 2010, fue presentado como nuevo timonel de Pachuca, en sustitución de Guillermo Rivarola. Con los Tuzos accedió a la liguilla; en 4tos. de final empató en el global 4-4 ante Rayados, pero la mejor posición en la tabla le dio el pase a Monterrey.
Dirigió a Pachuca en el Mundial de Clubes 2010. En 4tos. de final, perdió 1-0 contra Mazembe; en el juego por el quinto puesto, empató 2-2 con Al-Wahda, pero en tanda de penales venció al cuadro emiratí 4-2.
Después de dirigir 9 jornadas en el Clausura 2011, salió del club.

### Juventud Unida
En el segundo semestre del 2011, llega al Juventud Unida para salvarlos del descenso, lo cual cumple y se va, ya que el trato era solo por ese torneo.

### Atlante
El 13 de enero del 2014 se anunció su llegada al Atlante de la Liga Mx, en lugar del uruguayo Rubén Israel, con la encomienda de evitar el descenso –tal como lo hiciera con Juventud Unida y Audax Italiano–.
Finalmente no logró la salvación, por lo que el Atlante perdió la categoría.
En Copa México Clausura 2014, llevó al conjunto Azulgrana a 4tos. de final (perdió 6-0 ante Tigres), con marca de 2 triunfos, 3 empates y 2 derrotas.

### Zacatecas
Tras el descenso de los Potros de Hierro, el 2 de junio del 2014, llegó a Mineros de Zacatecas, equipo que haría su debut en la Liga de Ascenso MX.
En el Apertura 2014 llevó al conjunto zacatecano a la liguilla. En 4tos. de final, Mineros venció a Lobos BUAP (3-2 marcador global); en semifinales, empató (2-2 marcador global) ante Necaxa, pero el equipo de Aguascalientes avanzó a la final por gol de visitante.
En el Clausura 2015, los Mineros finalizaron en la posición 8 de la tabla general al sumar 18 puntos y quedaron fuera de la liguilla.

### Club Puebla
Tras culminar un año futbolístico dirigiendo a Mineros, fue llamado para dirigir de nueva cuenta en la Primera División de México, ahora al Club Puebla.
Su debut fue en el Estadio Toyota en Frisco, Texas contra Monarcas Morelia, disputando la Supercopa MX 2014-2015 (el vencedor sería México 3 en la Copa Libertadores 2016); Puebla ganó 1-0 con anotación del "Canguro" Luis Gabriel Rey. De esta manera, Marini obtuvo su primer título oficial como entrenador.
Llevó a Puebla a la liguilla del Apertura 2015, el cuadro Camotero no accedía a la fiesta grande desde el Bicentenario 2010. En 4tos. de final, los Diablos Rojos del Toluca vencieron 4-3 a Puebla (Estadio Cuauhtémoc 2-2 y Estadio Nemesio Díez 2-1).
En la Copa Libertadores, Puebla cayó en primera fase (repechaje) ante Racing Club, por marcador global de 3-2 (Estadio Cuauhtémoc 2-2 y Estadio Presidente Perón 1-0). 
Después de dirigir 14 jornadas del Clausura 2016, fue cesado.

### Veracruz
El 16 de mayo de 2016, fue presentado como director técnico de los Tiburones Rojos del Veracruz de cara al Apertura 2016 de la Liga MX.

### Morelia
El 1 de diciembre de 2016 es contratado por Morelia; puesto que tendría hasta el 6 de febrero del 2017, luego de perder como local 0-2 ante el Club América.
Con el cuadro purépecha, cosechó 5 de 15 puntos en disputa dentro de la Liga MX.

### Unión de Santa Fe
El 27 de abril del 2017, fue presentado como entrenador de Unión de Santa Fe, en reemplazo de Juan Pablo Pumpido.
El 22 de junio del 2017, Luis Spahn –Presidente del Club–, anunció la rescisión del contrato de Marini.

### Torque
Primera etapa
En 2018 desembarca en el fútbol uruguayo, asumiendo la dirección técnica de Torque de Primera División (equipo gerenciado por el Grupo Manchester City). Pese a algunos buenos resultados el club pierde la categoría, descendiendo a Segunda división. En 2019 logra el ascenso, disputando en 2020 nuevamente el campeonato de Primera División, bajo la denominación de Montevideo City Torque.
Segunda etapa
El 8 de enero del 2024, retornó a la dirección técnica de Montevideo City Torque, al que dirigió entre 2018 y 2021, con la misión de llevar de vuelta al club a Primera División.

### LDU
El 25 de junio del 2021, fue anunciado como nuevo entrenador de Liga Deportiva Universitaria de la Serie A de Ecuador.
Después de perder 4-0 ante el Atlético Clube Goianiense, en la Copa Sudamericana, Marini renunció.

### La Serena
El 9 de mayo del 2022, fue anunciado como entrenador de Deportes La Serena de la Primera División de Chile.
El 24 de octubre del 2022, la institución granate anunció la salida de Marini, después de perder 5-0 ante Palestino y a solo 2 jornadas de que concluyera el campeonato.
Al final, Deportes La Serena y Deportes Antofagasta, descendieron.

## Trayectoria

### Futbolista
| Club                       | País      | Año       |
| -------------------------- | --------- | --------- |
| Instituto de Córdoba       | Argentina | 1987-1988 |
| Central Córdoba de Rosario | Argentina | 1988-1990 |
| Argentino de Rosario       | Argentina | 1990-1993 |
| Nueva Chicago              | Argentina | 1994      |
| Argentino de Rosario       | Argentina | 1994-1995 |
| Douglas Haig de Pergamino  | Argentina | 1995      |
| Arsenal de Sarandí         | Argentina | 1996      |
| San Martín de San Juan     | Argentina | 1997-2001 |
| Tivoli Calcio              | Italia    | 2001      |
| Fernández Vial             | Chile     | 2002      |
| Juventud Unida de San Luis | Argentina | 2002      |

### Entrenador
| Club                       | País      | Año       | PJ  | PG  | PE  | PP  | Efectividad |
| -------------------------- | --------- | --------- | --- | --- | --- | --- | ----------- |
| Argentino de Rosario       | Argentina | 2003-2004 | 58  | 29  | 9   | 20  | 55.17%      |
| Newell's Old Boys          | Argentina | 2007      | 26  | 9   | 6   | 10  | 42.31%      |
| San Martín de San Juan     | Argentina | 2008      | 15  | 5   | 1   | 9   | 35.55%      |
| Audax Italiano             | Chile     | 2009-2010 | 39  | 18  | 9   | 12  | 53.84%      |
| Jaguares de Chiapas        | México    | 2010      | 12  | 4   | 5   | 3   | 47.22%      |
| Pachuca                    | México    | 2010-2011 | 24  | 8   | 10  | 6   | 47.22%      |
| Juventud Unida de San Luis | Argentina | 2011-2012 | 13  | 6   | 2   | 5   | 51.28%      |
| Audax Italiano             | Chile     | 2012-2013 | 42  | 12  | 11  | 19  | 37.3%       |
| Atlante                    | México    | 2014      | 22  | 7   | 5   | 10  | 39.4%       |
| Zacatecas                  | México    | 2014-2015 | 42  | 16  | 11  | 15  | 46.83%      |
| Puebla                     | México    | 2015-2016 | 42  | 14  | 14  | 14  | 44.44%      |
| Veracruz                   | México    | 2016      | 15  | 3   | 4   | 8   | 28.89%      |
| Morelia                    | México    | 2017      | 7   | 2   | 2   | 3   | 38.09%      |
| Unión de Santa Fe          | Argentina | 2017      | 9   | 1   | 2   | 6   | 18.52%      |
| Montevideo City Torque     | Uruguay   | 2018-2021 | 110 | 45  | 31  | 34  | 50.3%       |
| Liga de Quito              | Ecuador   | 2021-2022 | 29  | 13  | 7   | 9   | 52.88%      |
| Deportes La Serena         | Chile     | 2022      | 18  | 4   | 3   | 11  | 27.78%      |
| Montevideo City Torque     | Uruguay   | 2024-Act. | 43  | 23  | 11  | 9   | 62.02%      |
| Total                      | Total     | Total     | 566 | 219 | 143 | 204 | 47.11%      |

## Palmarés

### Entrenador
| Título                                  | Club            | País    | Edición |
| --------------------------------------- | --------------- | ------- | ------- |
| Supercopa MX                            | Puebla          | México  | 2015    |
| Segunda División Profesional de Uruguay | Montevideo City | Uruguay | 2019    |